# Libsndfile
Die libsndfile ist eine freie Programmbibliothek zum Lesen und Konvertieren zwischen einer Vielzahl von PCM-Formaten sowie (Ogg)Vorbis und GSM-FR.
Sie unterstützt eine Vielzahl an Containerformaten und Audioformaten in zahlreichen Kombinationen jeweils lesend und schreibend.
Die unterstützten Container-Formate sind unter anderem
- RIFF WAVE (Microsoft),
- AIFF / AIFC (Apple),
- Au (Sun Microsystems),
- VOC (Creative Technology) und
- IFF (Electronic Arts, Commodore International).

An Sampleformaten unterstützt sie unter anderem
- unkomprimiertes PCM mit 8 bis 64 Bit pro Abtastpunkt,
- A-law und μ-law,
- verschiedene Spielarten von ADPCM,
- DPCM und
- DWVW.

Daneben werden noch FLAC mit 8 bis 24 Bit, (Ogg)Vorbis und der Full Rate-Codec des GSM (GSM 06.10) unterstützt.
Sie wird von Erik de Castro Lopo („Mega Nerd“) in der Programmiersprache C entwickelt.
Die Bibliothek wird als freie Software auch im Quelltext unter den Bedingungen von wahlweise Version 2.1 oder 3 der GNU Lesser General Public License (LGPL) verbreitet. Sie ist plattformunabhängig, wobei Unix-artige Systeme wie Linux und macOS ebenso wie Windows-Systeme offiziell unterstützt werden, sowie u. a. die Architekturen Arm, PowerPC sowie x86-32 und -64. Sie wird in einer Reihe freier Audio-Software genutzt, darunter PulseAudio, JACK, K3b, Audacity, Ardour, Mumble, Twinkle, Mixxx. Ebenso von kommerzieller Software wie Adobe Audition.
Die erste Version (0.0.8) wurde am 15. Februar 1999 veröffentlicht, Version 1.0.0 wurde am 16. August 2002 freigegeben.